# 月刊andnow
月刊andnow（アンドナウ）は、秋田県横手市の株式会社オアシスが発行する月刊誌（タウン情報誌）である。発行部数は約2万部。

## 概要
1985年（昭和60年）4月、「県南タウン情報誌 ＆なう」として創刊。
2015年（平成27年）4月、創刊30周年。通算367号。
「秋田の暮らしをオモシロクする」をコンセプトに特集ページのほか、イベント情報、店舗のオープン情報、人物、スポーツ団体など幅広い情報を掲載している。秋田県内の書店やスーパー・コンビニエンスストアで販売している。